# Cultura ordos

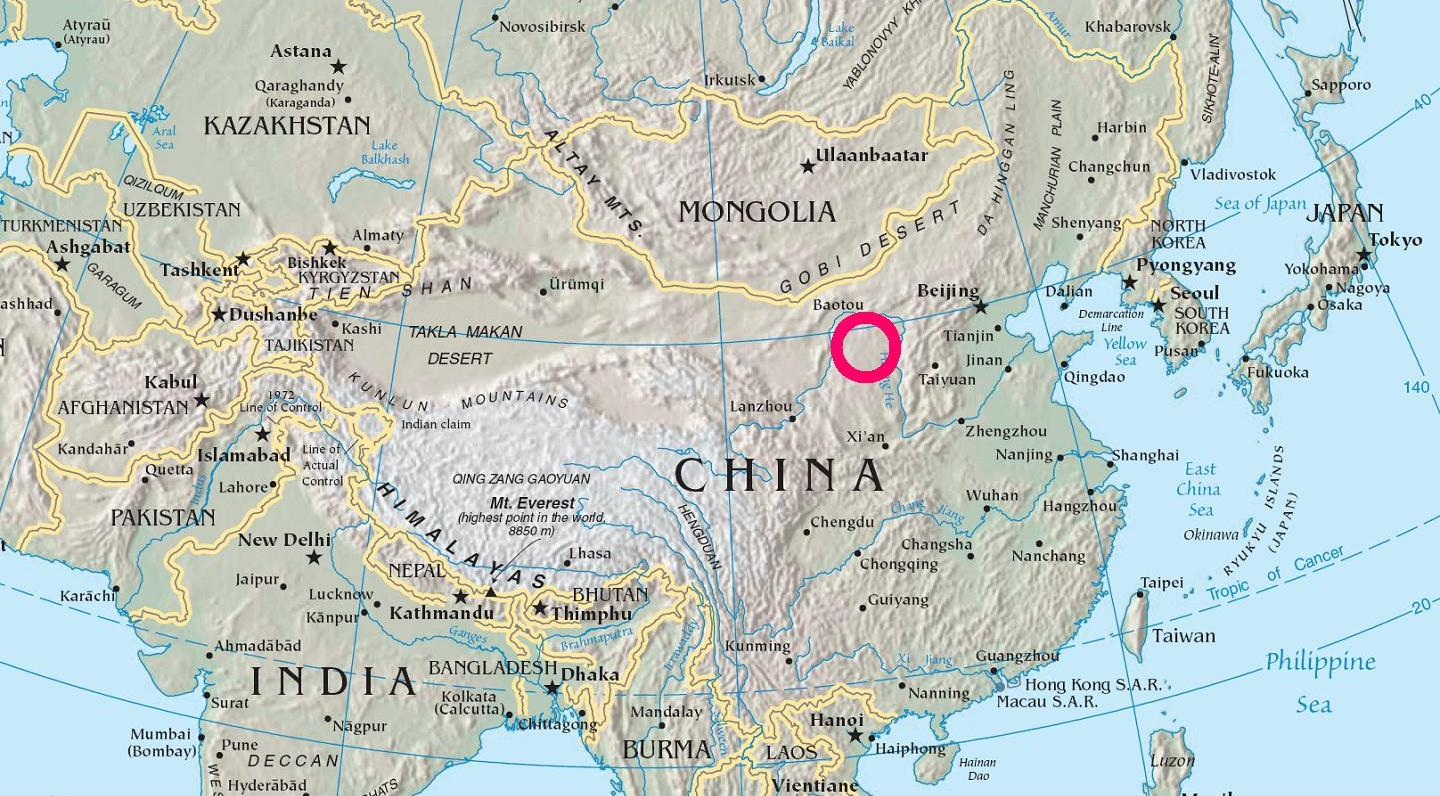
Localización de los hallazgos arqueológicos de la cultura Ordos.

La cultura Ordos es una cultura prehistórica y protohistórica que se desarrolló en el periodo que va del Paleolítico Superior a la Edad del Bronce en el desierto de Ordos, al sur de la Mongolia Interior (China), a unos 300 km de Pekín. Los ordos de esta época eran predominantemente mongoloides, como prueban las características físcas de los esqueletos hallados en sus enterramientos, así como su cultura material. No obstante, en un periodo tan prolongado tuvieron lugar numerosas interacciones entre grupos europoides y mongoloides, hasta su anexión a China bajo la dinastía Qin y la dinastía Han.

## Pueblo prehistórico
La cultura ordos se documenta desde el Paleolítico Superior. Aparecen cantos tallados y herramientas líticas del Zhoukoudian, cuyas puntas y filos indican un elemento musteriense-levalloisiense. Demuestran un conocimiento acabado de la tecnología del Paleolítico Superior, produciendo hojas de hasta 15 cm de largo.
Los fósiles humanos del Hombre de Ordos de Salawusu se han datado entre 50 000 y 35 000 años antes de Cristo. Muestran características mongoloides, específicamente en la dentición (fore-tooth ?) y el hueso occipital.
La cultura Zhukaigou es una de las culturas neolíticas de Ordos, datada entre 2200 y 1500 antes de Cristo. Se han contabilizado unos 327 enterramientos. Pruebas genéticas recientes muestran que están relacionados estrechamente con los restos de Yinniugou, así como con las poblaciones modernas de los Daur y los Evenk. Los hallazgos arqueológicos encontrados en el lugar son muy similares a los de la cultura del bajo Xiajiadian. Estos hallazgos son importantes por ser los responsables del desarrollo del tema decorativo de la serpiente en armas y otros objetos que reproducen formas animales, que en periodos posteriores caracterizan al estilo Ordos.

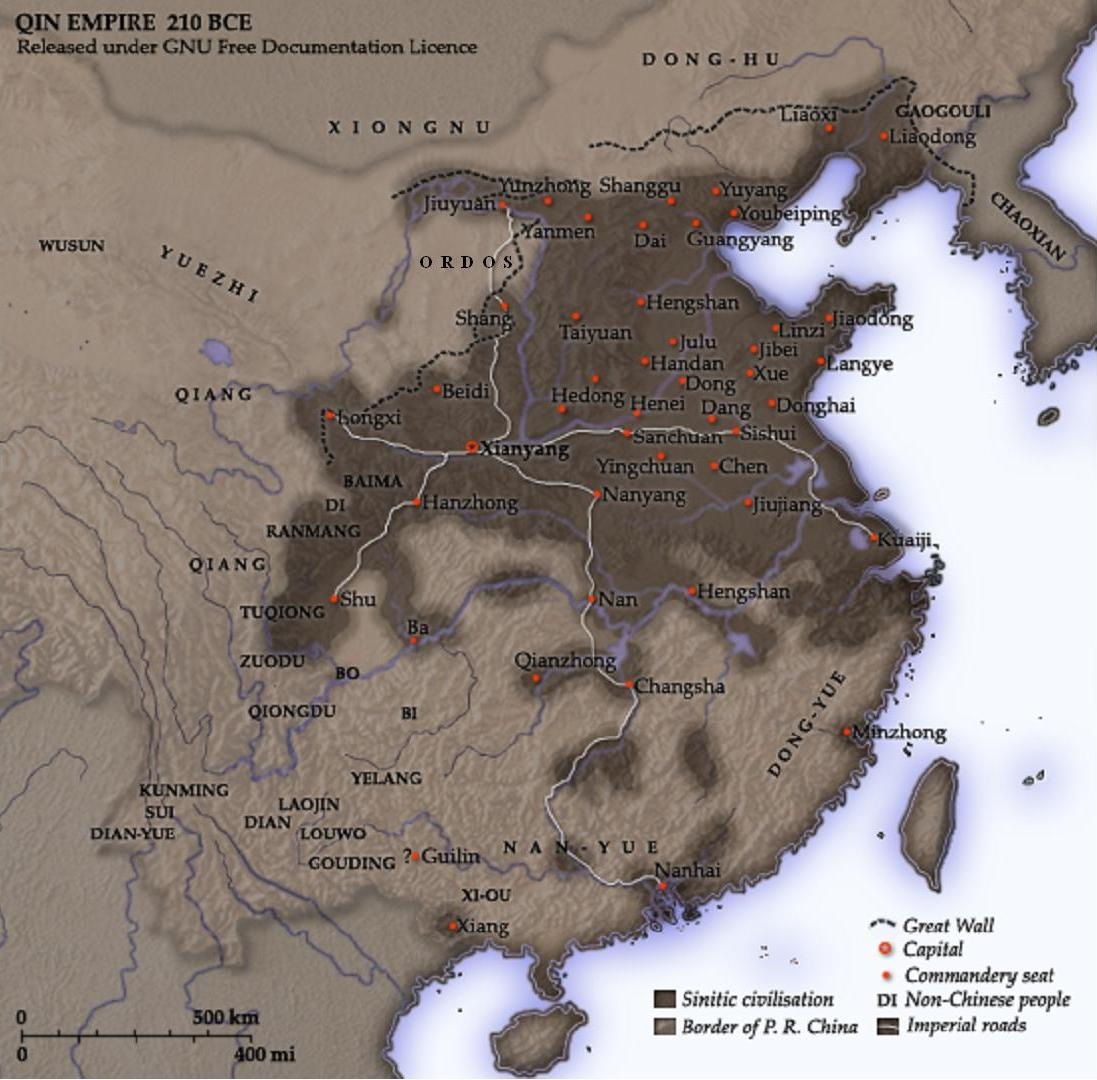
El pueblo Ordos se localizaba en la periferia del Imperio Qin, al este de los Yuezhi en el

El pueblo Ordos está registrado en el área del desierto Ordos desde el siglo VI a. C. al siglo II a. C. No está claro qué clase de pueblos ocuparon esta área previamente, pero debieron haber sido también mongoloides.
El esqueleto de la tumba de Taohongbala se data entre los siglos VII y VI antes de Cristo, se identifica generalmente como perteneciente a la cultura del bronce Xiongnu, y muestra rasgos fuertemente mongoloides.
Un tipo similar de enterramiento en Hulusitai (cerca de Bayannur) descubierto de 1979, datado entre los siglos V y IV antes de Cristo, se considera la única cultura Xiongnu situado al norte del Yinshan. El yacimiento consiste principalmente en objetos de bronce y cerámica, y un total de 27 esqueletos de caballo. Posteriores excavaciones de en Guoxianyaozi han hallado un total de enterramientos datados en los siglos VI al V antes de Cristo, con rasgos marcadamente mongoloides septentrionales. Estos rasgos generalmente se atenúan cuanto más al sur, donde pueden compararse los restos óseos de mongoloides orientales y septentrionales de los hallazgos de Maoqinggou y Yinniugou, que se datan alrededor del siglo VII a. C., un total de 117 enterramientoss. Muchas armas de bronce de estas culturas son similares a las de estilo chino.
Muchas representaciones de gentes del pueblo Ordos tienden a representarles con pelo straight (¿liso?). Este aspecto es especialmente evidente en los hallazgos arqueológicos de Baotou (M63:22, M63:23, M84:5) Etuoke (M1, M6), Xihaokou (M3), el bajo Woertuhao (M3:1), y Mengjialiang.

## Sakas y escitas

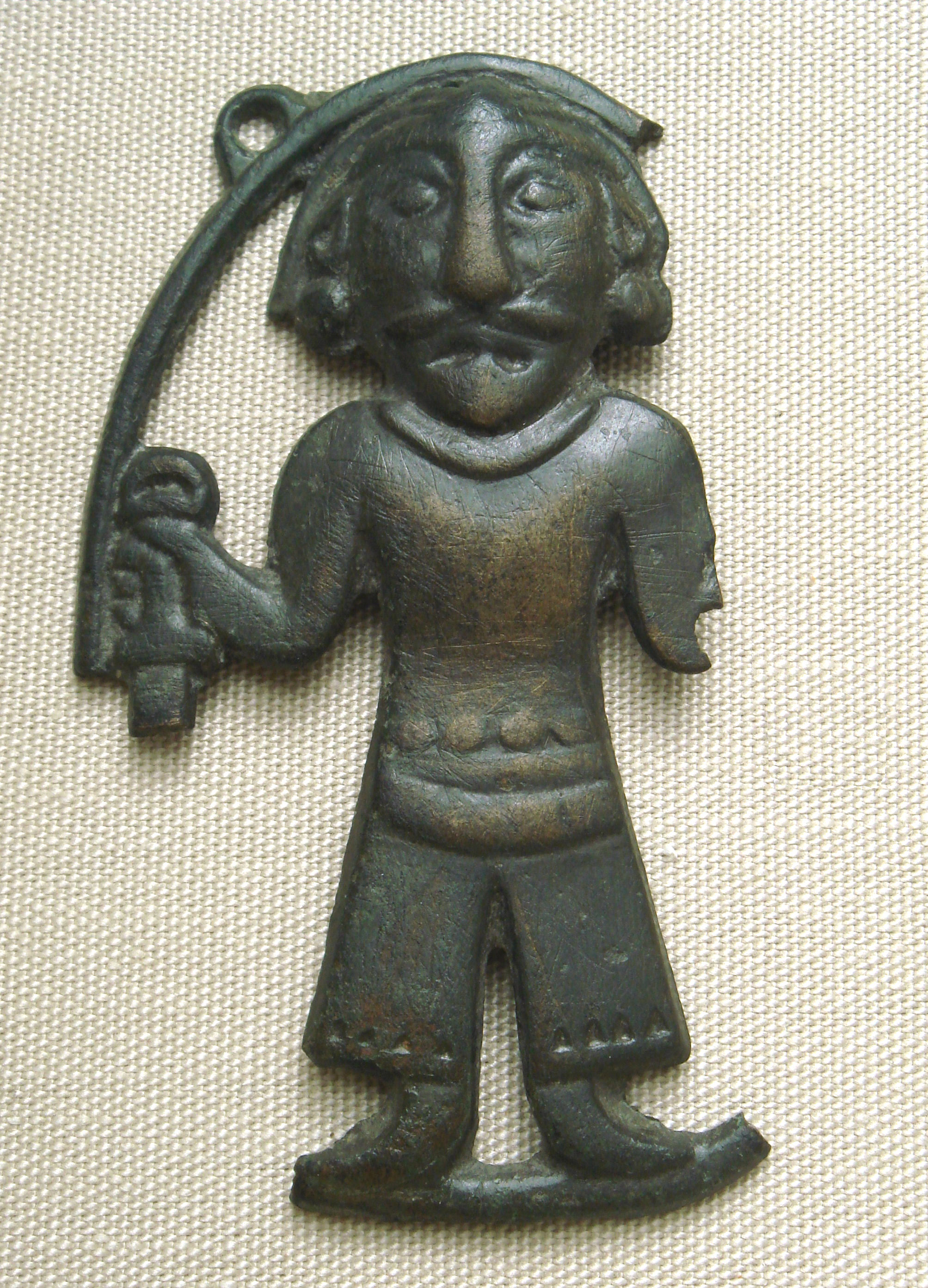
Pequeña figura antropomorfa en bronce. Ordos, siglos III a I antes de Cristo. British Museum.

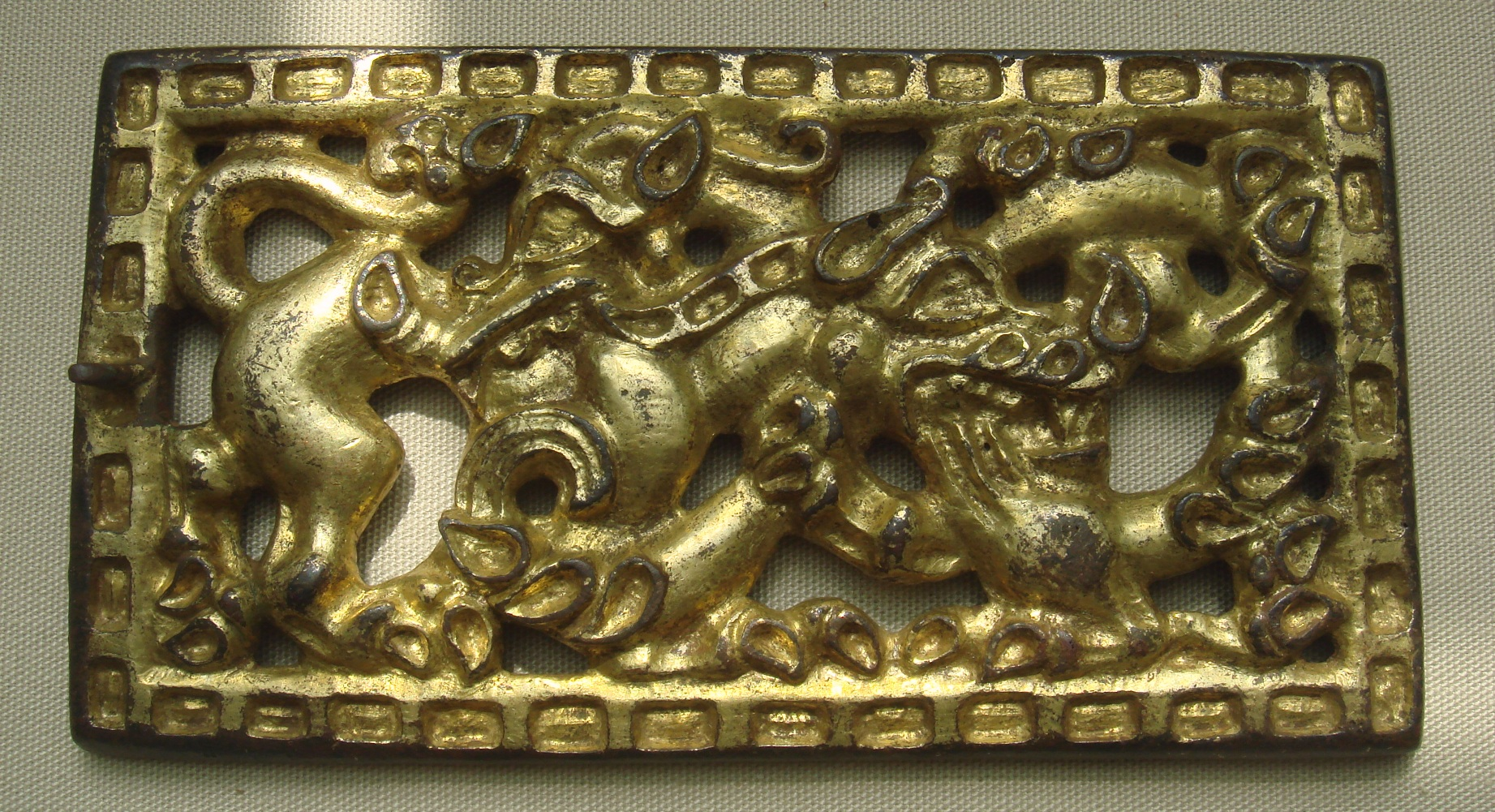
Fíbula, Ordos, siglos III a I antes de Cristo.

Más tarde, nómadas ganaderos de caballos ocuparon el área desde el siglo VI al II antes de Cristo, antes de ser expulsados por los Xiongnu. Según Lebedynsky, se piensa que eran los más orientales de entre los pueblos afines a los escitas los que se habrían asentado allí, justo al este de los Yuezhi (o tocarios, mucho mejor conocidos), aunque no proporciona pruebas que apoyen esta hipótesis. Son principalmente conocidos por sus restos humanos y cultura material.
Establecieron frecuentes contactos y guerras con las poblaciones Han y pre-Han del periodo. Su anterior territorio se localiza ahora justo al norte de la Gran Muralla China, y en la ribera sur del gran meandro septentrional del río Amarillo. 
Según Lebedynsky, el pueblo representado por estos hallazgos arqueológicos tendía a desarrollar modelos europoides, que se piensa tienen afinidades con los escitas. Las armas encontradas en las tumbas de las estepas del Ordos son muy similares a las escitas, sobre todo a los Sakas.
El pueblo Ordos elaboraba placas de cinturón (fíbulas), guarniciones de caballería y armas con representaciones animales, normalmente en posición de ataque. El estilo animalístico es similar al de las tradiciones nómadas de Asia Central, como las de los escitas.

## Relaciones
Los vecinos orientales de los Ordos pueden haber sido idénticos a los Yuezhi, quienes, tras haber sido desplazados por los Xiongnu, emigraron al sur de Asia para formar el imperio Kushan. También estuvieron culturalmente relacionados con otras tribus nómadas del este: los Hu orientales (en chino: 東胡, "Donghu"), que compartían un arte de las estepas similar, pero parecen haber sido mongoloides. También pueden haberse relacionado con los Di  (chino: 氐 "bárbaros occidentales") de los anales chinos.
Por otro lado, el área de los Ordos se considera la tierra legendaria de origen de los pueblos túrquicos.

## Ocupación Xiongnu
En las fuentes chinas, los Xiongnu aparecen en Ordos en el Periodo de los reinos combatientes, en el Yizhoushu y el Shanhaijing, antes de ser ocupados por el reino Qin y el reino Zhao. Generalmente se piensa que Ordos era su patria, aunque no está claro cuándo exactamente ocuparon esa región, pudiendo haber sido mucho antes de lo que tradicionalmente se piensa, como algunos hallazgos arqueológicos sugieren.
A medida que los Xiongnu se expandían al sur por territorio Yuezhi, hacia el 160 a. C. bajo su líder Modun, los Yuezhi a su vez derrotaron a los Sakas y les empujaron hacia el Issyk Kul. Se piensa que los Xiongnu también ocuparon el área del Ordos durante el mismo periodo, cuando entraron en contacto directo con los chinos. Desde entonces, los Xiongnu emprendieron numerosas razzias devastadoras dentro del territorio chino (años 167, 158, 142, 129 antes de Crito).
La dinastía Han comenzó a luchar contra los Xiongnu a finales del siglo II a. C. bajo el emperador Han Wudi,y colonizaron el área de los Ordos bajo mando de Shuofang en el año 127 a. C.. Previamente a la campaña, ya se habían establecido comandancias de los Qin y los Zhao hasta que fueron destruidas por los Xiongnu en el año 209 a. C..

## Restos
Ordos bronces del British Museum (Galería Asiática) y otras colecciones: 

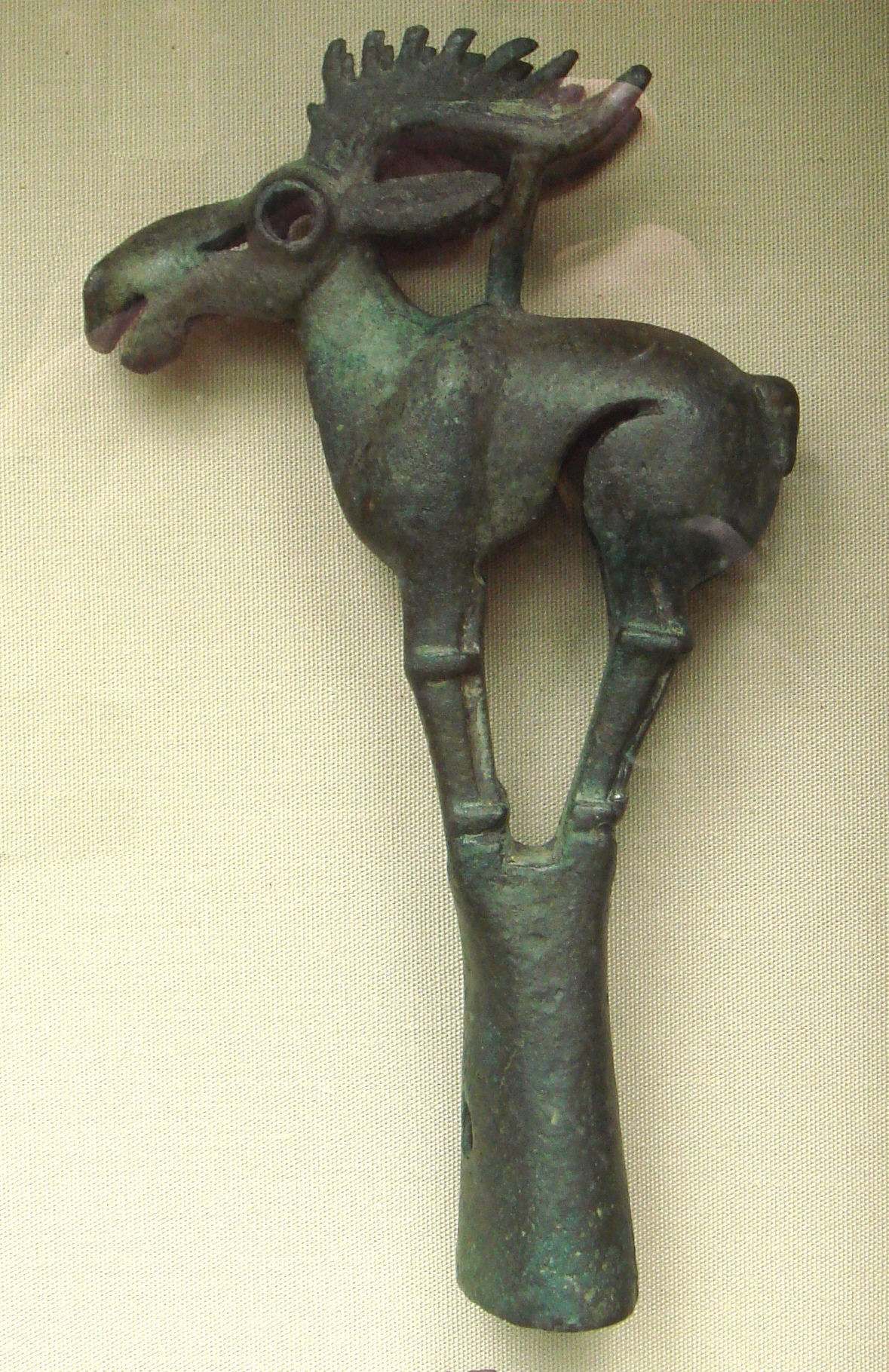
Pole top ? de bronce, Ordos, siglos VI al V antes de Cristo.
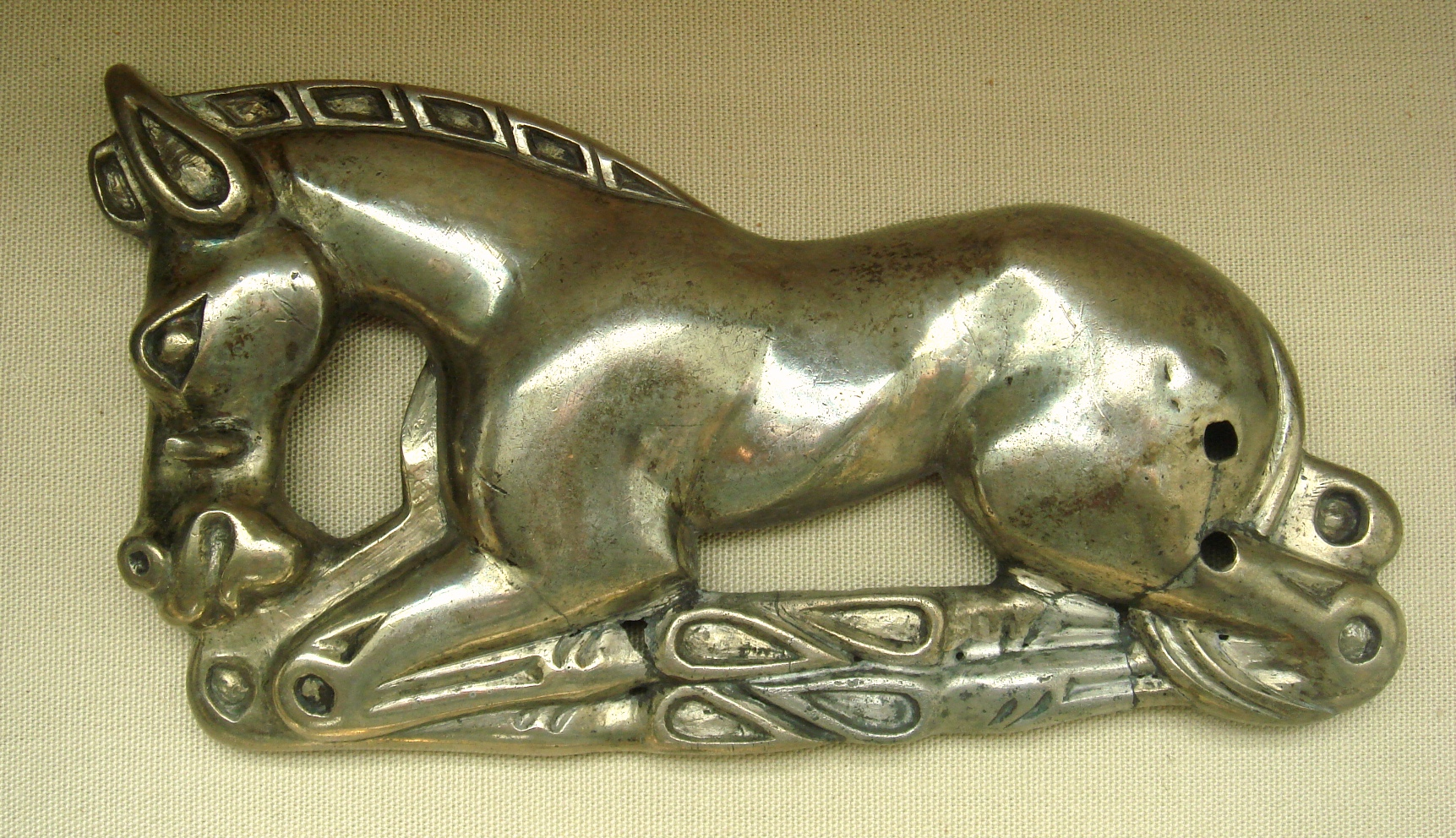
Caballo de plata, Ordos, siglos IV al I antes de Cristo.
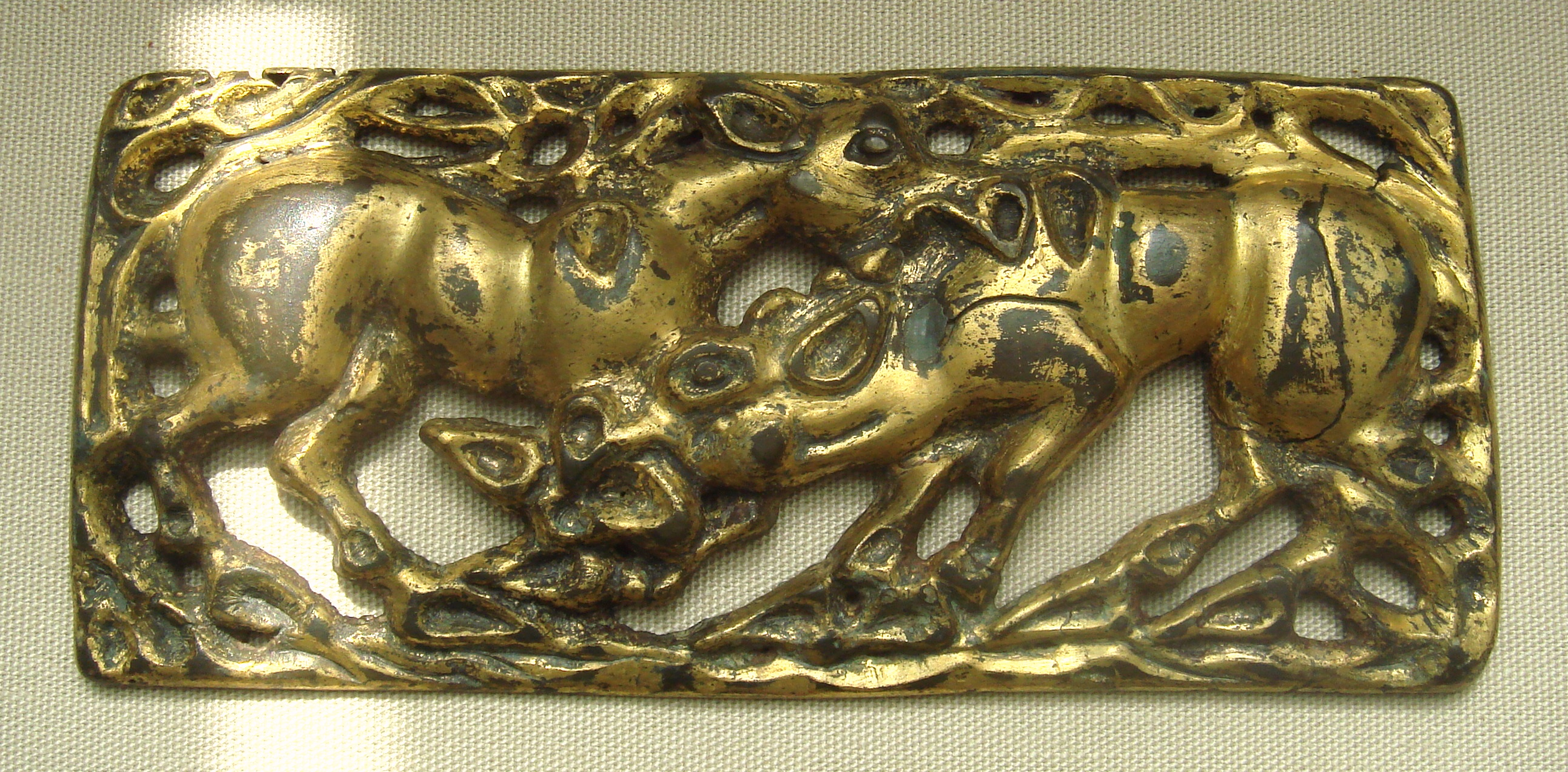
Fíbula, Ordos, siglos III al I antes de Cristo.
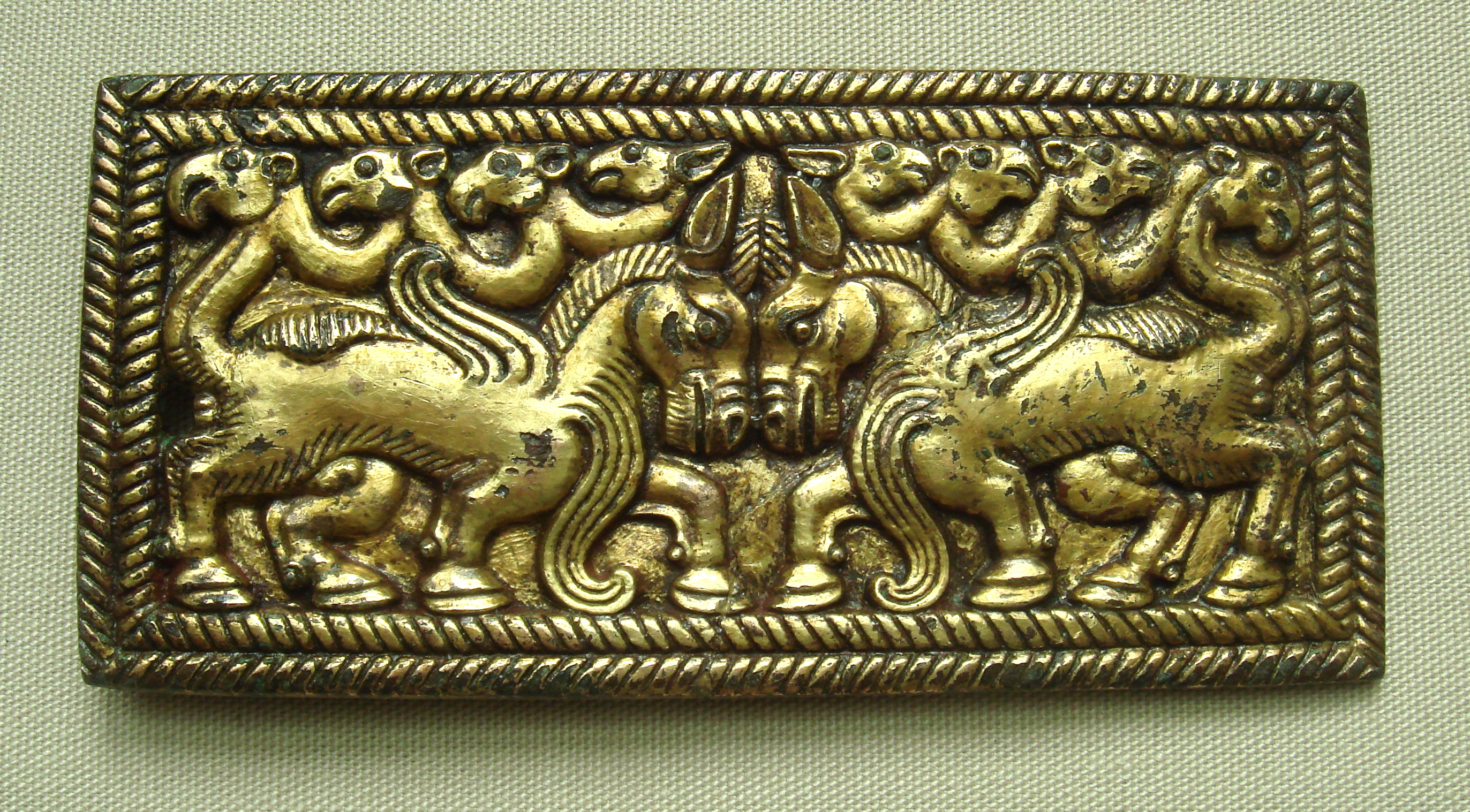
Fíbula, Ordos, siglos III al I antes de Cristo.
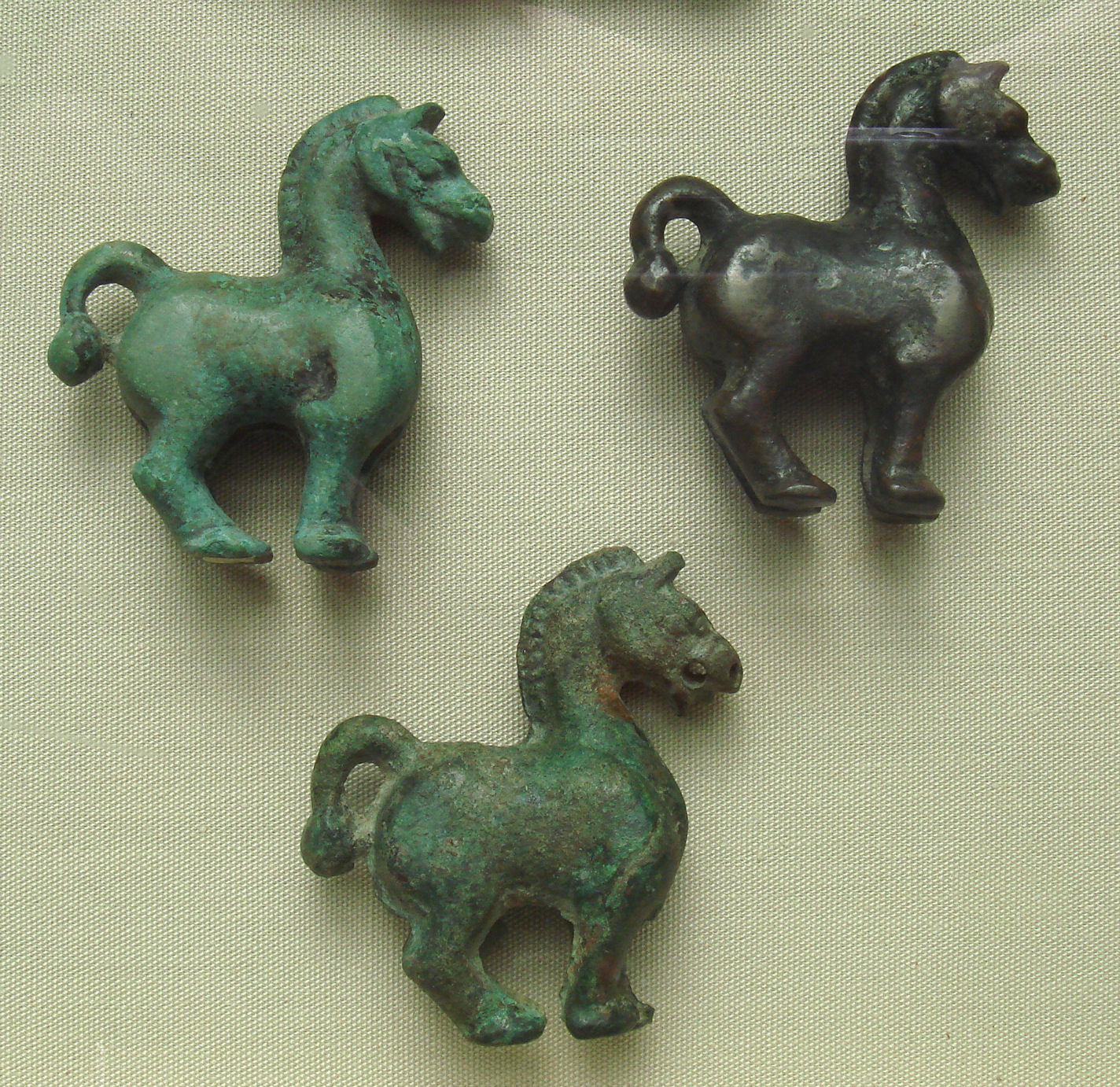
Caballos de bronce, Ordos, siglos V al III antes de Cristo.
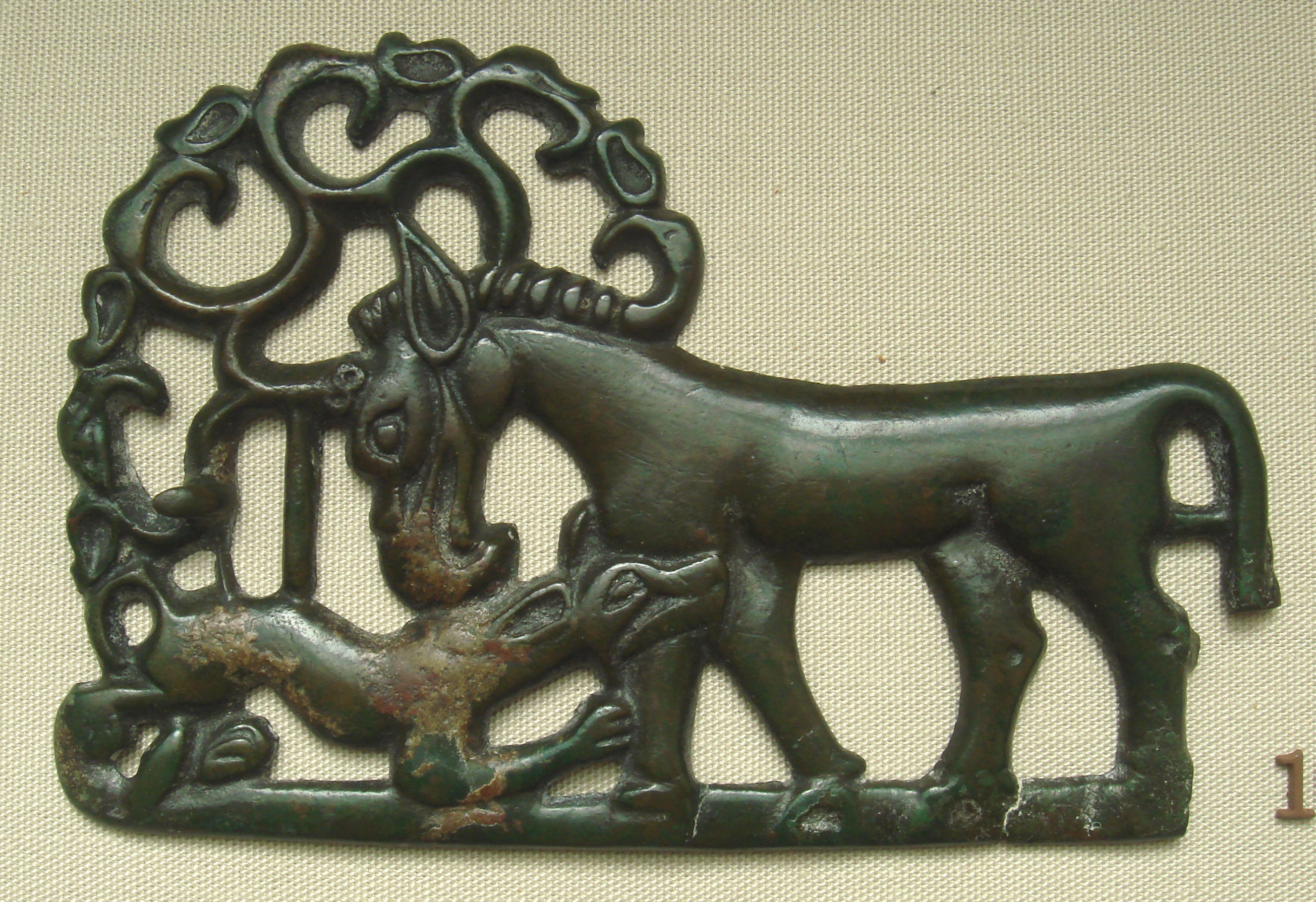
Caballo atacado por un tigre, Ordos, siglos IV al I antes de Cristo.